# 莱格尼察战役
莱格尼察战役（英語：Battle of Legnica），亦称利格尼茨战役，由于蒙古入侵波兰，使双方于1241年4月9日爆发此交战，地点在现波兰境内名为萊格尼察（德语名“利格尼茨”）的一座小村莊。

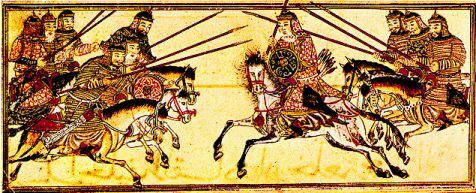
十三世紀戰場上的蒙古重騎兵。

交战双方是拜答儿指挥的蒙古军队与波蘭大公、西里西亚公爵亨里克二世率领下的波兰联军。兵力方面，蒙古軍队大約有8,000人（2個圖們）；波蘭聯軍則大約有2,000－8,000人。
1241年3月，波兰军队在赫梅尔尼克遭遇蒙古军队埋伏，全军崩溃。为了继续抵抗蒙古军队，亨里克二世除了收拢溃散的波兰残兵以外，四处组织军队。因而其得到波兰各地与圣殿骑士团的帮助。亨里克二世在等到来自摩拉维亚侯国与波希米亚王国的援军后，便主动离开莱格尼察城堡布防，准备于卡恰瓦河平原与蒙古军队决战。蒙古军的前锋很快地与波兰联军的前锋交手，这支部队是由摩拉维亚侯爵鲍莱斯瓦夫·杰波尔特所率领的巴伐利亚矿工民兵。蒙古军队在与这只矿工军交手后，很快地就依例诈败。不知蒙古军战斗习惯的矿工军自以为将敌军逐退，于是便急不可耐地展开追击，导致阵式大乱。蒙古军一见矿工军阵形混乱，又缺乏重甲，因此返身射击，经过几轮交手，便将这批部队全歼，统率此军的摩拉维亚侯爵鲍莱斯瓦夫·杰波尔特也不幸阵亡。
正当摩拉维亚侯爵鲍莱斯瓦夫·杰波尔特苦战之际，亨里克二世立即派出奥波莱-拉齐布日公爵“胖子”梅什科二世与克拉科夫守将苏里斯瓦夫（英語：Sulisław of Cracow）出动救援，在重装骑士投入后，蒙古军一时为联军所逐退。由于蒙古军此次退却队伍散落，因此联军确信蒙古军此次是真的被其所败，反而更奋力穷追败退的蒙古军队。此时，蒙古军队列中忽有一骑衝向追兵，以波兰语高声大喊：“快逃！快逃！”受到这个突发事件的影响，梅什科二世不敢穷追，于是领兵退出战场。梅什科二世忽然撤离后，亨里克二世见蒙古军主帅也在后撤，为确保战果，便不再犹豫，将剩余兵力全部投入，然而此举却反而落入蒙古军的包围圈内。最终亨里克二世被蒙古军斩杀，波兰联军高层几乎全部战殁。
联军方面的损失，据蒙古一方的说法，他们总共装满了九大麻袋的耳朵，而波兰方面则宣称联军阵亡人数大约25000人，即使这数字并不精确，但也可见联军损失极为惨重。对波兰来说幸运的是，蒙古军并不打算占领这个国家，不久之后他们经过摩拉维亚到匈牙利，希望与拔都的蒙古军主力联系。亨里克二世的遗体只能由他的妻子识别，因为他的左脚有六只脚趾。蒙古人取得了此战的胜利，2天後即4月11日又在蒂薩河之戰殲滅了全部匈牙利王國主力軍隊，令歐洲各國和聖座額我略九世對此大為震驚，當時神聖羅馬帝國皇帝腓特烈二世緊急調兵備戰。日后由于窝阔台汗去世的消息传来，蒙古人不得不折返回东方去选出新任大汗，于是莱格尼察也成为蒙古西征中所到达的最西方之一。